# Junji Ito Collection
Junji Ito Collection (伊藤潤二『コレクション』?, Itō Junji "Korekushon") è una serie TV antologica anime giapponese basata sui lavori del mangaka Junji Itō, animata dallo Studio Deen e pubblicata sulla piattaforma Crunchyroll universalmente a gennaio del 2018.
La serie segue quasi fedelmente ogni storia breve selezionata dall'enorme catalogo del proficuo disegnatore giapponese, omettendo solo qualche piccolo dettaglio o rimaneggiando là dove possibile per farlo rientrare nella durata prevista dei 20 minuti; pochissime di queste sono collegate fra di loro e il più delle volte il collegamento è dato dal cameo di uno o più personaggi all'interno del singolo episodio, gli ultimi due - invece - risultano un adattamento OAV della serie fumettistica "Tomie".

## Personaggi
| Personaggio                    | Giapponese         | Inglese             |
| ------------------------------ | ------------------ | ------------------- |
| Fuchi                          | Mami Koyama        | Terri Doty          |
| Kota Kawai                     | Hiro Shimono       | Clifford Chapin     |
| Oshikiri                       | Hiro Shimono       | Micah Solusod       |
| Sugio                          | Hiro Shimono       | Josh Grelle         |
| Tomie                          | Rie Suegara        | Monica Rial         |
| Souichi                        | Yūji Mitsuya       | Austin Tindle       |
| Handsome Man at the Crossroads | Hikaru Midorikawa  | Daman Mills         |
| Yuko                           | Kaori Nazuka       | Kristen McGuire     |
| Tamae                          | Kaori Nazuka       | Megan Emerick       |
| Mio Fuji                       | Kaori Nazuka       | Megan Shipman       |
| Lelia                          | Kaori Nazuka       | Katelyn Barr        |
| Miyoko Watanabe                | Kaori Nazuka       | Kristi Kang         |
| Ryou Tsukano                   | Yūki Kaji          | Kiba Walker         |
| Yuji                           | Ryōhei Kimura      | Chris Burnett       |
| Hiroshi Sakaguchi              | Ryōhei Kimura      | Matt Shipman        |
| Yoshiyuki                      | Ryōhei Kimura      | Kyle Phillips       |
| Kiyoshi Kitagawa               | Ryōhei Kimura      | Jordan Dash Cruz    |
| Yasumin                        | Ryōhei Kimura      | Brian Olvera        |
| Haruhiko Kitawaki              | Nobunaga Shimazaki | Jason Liebrecht     |
| Kuroda                         | Daisuke Namikawa   | David Wald          |
| Yukihiko Kitawaki              | Daisuke Namikawa   | John Burgmeier      |
| Yamada                         | Daisuke Hirakawa   | Stephen Fu          |
| Makoto Tokura                  | Daisuke Hirakawa   | Eric Vale           |
| Koichi                         | Yoshimasa Hosoya   | Ricco Fajardo       |
| Oda                            | Yoshimasa Hosoya   | Brad Hawkins        |
| Shuichi Makita                 | Yoshimasa Hosoya   | Christopher Wehkamp |
| Aoyama                         | Yoshimasa Hosoya   | Jeff Johnson        |
| Joe                            | Yoshimasa Hosoya   | Garret Storms       |
| Hikaru Shibayama               | Yoshimasa Hosoya   | Nazeeh Tarsha       |
| Kameda                         | Yoshimasa Hosoya   | Marcus Stimac       |
| Kuroda                         | Hiroyuki Yoshino   | Brandon McInnis     |
| Ryusuke Fukada                 | Hiroyuki Yoshino   | Aaron Dismuke       |
| Kishimoto                      | Hiroyuki Yoshino   | Coby Lewin          |
| Anzai                          | Hiroyuki Yoshino   | Kyle Igneczi        |
| Goro                           | Hiroyuki Yoshino   | Greg Ayres          |
| Numake                         | Kujira             | Laurie Steele       |
| Tomoka                         | Natsumi Takamori   | Lara Woodhull       |
| Setsuko                        | Romi Park          | Jo Lorio            |
| Riruko                         | Romi Park          | Anastasia Muñoz     |
| Riko                           | Yōko Hikasa        | Alexis Tipton       |
| Saiko                          | Kaori Mizuhashi    | Jeannie Tirado      |
| Sayuri                         | Yuka Saito         | Amber Lee Connors   |
| Midori                         | Yuka Saito         | Amanda Lee          |
| Rie                            | Yuka Saito         | Natalie Hoover      |
| Kinuko Hidaka                  | Yuka Saito         | Felecia Angelle     |
| Nana Horie                     | Yuka Saito         | Emily Neves         |
| Maiko                          | Yuka Saito         | Dawn M. Bennett     |
| Yue                            | Yuka Saito         | Jad Saxton          |
| Hideo                          | Tomokazu Sugita    | Alejandro Saab      |
| Marie                          | Tomoe Hanba        | Tia Ballard         |
| Yanagida                       | Kentarō Itō        | Barry Yandell       |
| Soga                           | Hitomi Nabatame    | Jessica Cavanagh    |
| Nakayama                       | M·A·O              | Krystal LaPorte     |
| Ogawa                          | Aya Uchida         | Margaret McDonald   |
| Risa                           | Fumiko Orikasa     | Caitlin Glass       |
| Ringmaster                     | Masashi Ebara      | Philip Weber        |
| Mario                          | Takashi Kondō      | Brandon McInnis     |
| Young man                      | Akira Ishida       | Adam Gibbs          |
| Kana                           | Maki Shintaku      | Leah Clark          |
| Mitsuo Mori                    | Hozumi Gōda        | Mike McFarland      |
| Masuda                         | Hiroshi Shimozaki  | Ian Ferguson        |
| Iwata Tadao                    | Masakazu Hara      | Brian Mathis        |
| Iwasaki                        | Daisuke Kishio     | David Matranga      |
| Yui                            | Risa Taneda        | Jill Harris         |
| Kanako                         | Akeno Watanabe     | Stephanie Young     |
| Numata                         | Naoya Uchida       | Keith Kubal         |
| Toshio                         | Toshihiko Seki     | Jacob Browning      |
| Yuki                           | Marina Inoue       | Amanda Gish         |
| Uchida                         | Yoshihisa Kawahara | Brandon Scheiber    |
| Ogi                            | Setsuji Satō       | Chris Guerrero      |
| Otsuka                         | Kenshō Ono         | Justin Briner       |
| Midori                         | Mai Nakahara       | Dani Chambers       |

## Produzione
L'Anime venne annunciato il 30 Giugno 2017 sul profilo ufficiale di Junji Ito del sito internet del Asahi Shimbun. Ad Agosto dello stesso anno venne confermato che lo Studio incaricato dell'adattamento sarebbe stato lo Studio Deen e che Shinobu Tagashira, conosciuto principalmente per Diabolik Lovers, avrebbe diretto e riadattato per il piccolo schermo la serie. La notizia confermava l'adattamento di 11 episodi tratti dalle collection "Junji Ito Masterpiece Collection" e "Fragments of Horror"" ma senza specificare quali episodi sarebbero stati scelti e quali scartati.
Il titolo originale venne annunciato solamente ad ottobre 2017 insieme alla notizia che confermò Kaoru Sawada allo script della serie, Hozumi Gōda come Sound Director, e Yūki Hayashi come compositore musicale.
La serie include due OVA dedicati al Manga Tomie, considerato uno dei migliori lavori del maestro.
La opening ufficiale della serie, "The Writhing in Agony Blues" (七転八倒のブルース?, Shichitenbattō no Burūsu), è una performance del gruppo musicale Giapponese "Pinballs", mentre la sigla di chiusura, "Mutual Universe" (互いの宇宙?, Tagai no Uchū), è stata composta dal gruppo J-POP "JYOCHO".

## Distribuzione
La distribuzione della serie fu inizialmente programmato come première, per il Gennaio 2018, sulla piattaforma web del Tokyo MX ma venne poi spostato sul servizio premium di WOWOW. La serie ebbe anche un'anteprima speciale a Dicembre dove parteciparono anche lo stesso Ito e il doppiatore Yūji Mitsuya.
Fuori dall'Asia venne pubblicata sulla piattaforma Crunchyroll universalmente il 20 Gennaio 2018, inizialmente sottotitolata solamente in inglese.

## Episodi
La serie è composta da 12 episodi indipendenti ed è disponibile in DVD solo in lingua originale o inglese; nel 2023 è disponibile una versione in lingua italiana. Ogni episodio contiene due storie: la prima (ovvero la principale) occupa la maggior parte della puntata e la seconda viene spesso usata solo come bonus.
| Nº | Titolo italiano Giapponese 「Kanji」 - Rōmaji - Traduzione letterale |
| 1  | "Le arbitrarie maledizioni di Suichi" / "Il funerale della bambola infernale" 「双一の勝手な呪い / 地獄の人形葬」 - Sōichi no katte na noroi / Jigoku no ningyō sō – ""Souichi’s Convenient Curse" / "Hell Doll Funeral"" |
| 1  | Nel primo episodio ci viene presentato il personaggio di Suichi, un odioso personaggio con crisi di onnipotenza ammantato da un'aurea oscura che odia tutto e tutti e si diverte a scagliare maledizioni verso chiunque osi rivolgergli la parola in modo sgarbato o non soddisfare le sue richieste; Nel secondo episodio, una bambina si trasforma lentamente in una bambola, a fine trasformazione i genitori decidono di bruciarla nel camino. |
| 2  | "Fashion Model" / "Lunghi Sogni" 「ファッションモデル / 長い夢」 - Fasshon Moderu / Nagai yume – ""Fashion Model" / "The Long Dream"" |
| 2  | Nel primo episodio uno sceneggiatore amatoriale di fiction rimane scioccato nel vedere in una rivista di moda una modella dai tratti facciali deformi e grotteschi, il suo amico regista deciderà di contattarla per fargli prendere posto nel cast artistico del suo film ma si rivelerà presto un gravissimo errore; Nel secondo episodio, un uomo è tormentato da interminabili sogni che si fanno man mano sempre più lunghi, finendo per vivere due vite parallele.                                                                                  |
| 3  | "Il bel ragazzo del crocevia" / "La ragazza Lumaca" 「四つ辻の美少年 / なめくじ少女」 - Yotsutsuji no bishōnen / Namekuji shōjo – ""Boy at the Crossroads" / "Slug Girl"" |
| 3  | Nel primo episodio, delle ragazze del liceo cominciano a praticare la "crucimanzia", ovvero fermarsi ad un incrocio di strade pedonali e chiedere al primo perfetto sconosciuto incontrato durante una notte buia cosa le aspetta nel futuro; Nel secondo episodio, una ragazza comincia a tramutarsi inspiegabilmente in una lumaca. |
| 4  | "Brivido" / "La villa delle Marionette" 「寒気 / あやつり屋敷」 - Samuke / Ayatsuri yashiki – ""Shiver" / "Marionette Mansion"" |
| 4  | Nel primo episodio, uno strano artefatto di giada sembra provocare strani "buchi" sul corpo di chi lo possiede, creando diverse gallerie e percorsi per gli insetti; Nel secondo episodio, un padre di famiglia viene invitato dal fratello a visitare la sua nuova casa dove tutti al suo interno vivono come delle marionette. |
| 5  | "Un altro racconto di Oshikiri" / "I docenti di stoffa" 「押切異談 / 布製教師」 - Oshikiri idan / Nunosei kyōshi – ""The Ongoing Tale of Oshikiri" / "Cloth Teacher"" |
| 5  | Nel primo episodio incontriamo Oshikiri, un ragazzo delle superiori che vive da solo in una vecchia magione che è in realtà un ponte di collegamento con diverse realtà parallele; Nel secondo episodio torna a trovarci Soichi, questa volta il tenebroso individuo ha sostituito i suoi docenti di scuola con dei pupazzi di stoffa in grado di muoversi e parlare ma senza cervello. |
| 6  | "La finestra accanto" / "Un lento addio" 「隣の窓 / 緩やかな別れ」 - Tonari no mado / Yurukana wakare – ""Window Next Door" / "Gentle Goodbye"" |
| 6  | Nel primo episodio, un ragazzo dovrà fare i conti con un demone donna che vive nella casa accanto e che ogni notte tenta di entrare nella sua stanza attraverso la finestra; Nel secondo episodio, una famiglia Giapponese ha sviluppato una tecnica in grado di materializzare il ricordo dei defunti così da abituarsi all'idea che se ne andranno per sempre, la giovane moglie del figlio maggiore vuole imparare la tecnica per utilizzarla su suo padre quando sarà il momento.                                                                     |
| 7  | "Disco di seconda mano" / "La città senza strade" 「中古レコード / 道のない街」 - Chūko rekōdo / Michi no nai machi – ""Used Record" / "Town of No Roads"" |
| 7  | Nel primo episodio, una tiratura limitata di un disco in vinile senza nome porta alla pazzia chiunque scopra la sua esistenza; Nel secondo episodio, una ragazza si vede privata sempre di più della sua privacy da parte della sua famiglia, così decide di raggiungere la "città senza strade" per incontrare sua zia, forse in grado di aiutarla. |
| 8  | "Gli Avi" / "È arrivato il circo!" 「ご先祖様 / サーカスが来た」 - Go senzo sama / Sākasu ga kita – ""Honored Ancestors" / "The Circus Comes to Town"" |
| 8  | Nel primo episodio, una ragazza, dopo aver fatto visita al suocero, è tormentata da uno strano incubo con protagonista un millepiedi; Nel secondo episodio, un circo arriva in città, i membri interni però finiscono per morire tutti davanti agli occhi increduli degli spettatori finché non compare sui trapezi l'unica in grado di concludere un numero circense senza incidenti, poco dopo la sua performance, il proprietario chiede al pubblico di unirsi a loro per ripopolare le file del circo, in cambio avrà la mano della bella trapezista. |
| 9  | "Il Pittore" / "Gli alberi dalle gemme di sangue" 「画家 / 血玉樹」 - Gaka / Chi tamaki – ""Painter" / "Blood-bubble Bushes"" |
| 9  | Nel primo episodio incontreremo per la prima volta "Tomie", qui tornata in vita sotto forma di modella altezzosa, narcisista e crudele che chiederà a diversi artisti di dipingere non lei ma bensì la sua bellezza; Nel secondo episodio, due giovani sposi sono costretti a fermarsi in un villaggio apparentemente desolato dove dei ragazzi tenteranno di ucciderli, poco dopo troveranno ospitalità all'interno di una magione dove intorno crescono dei bellissimi alberi con dei frutti rosso sangue.                                              |
| 10 | "Gliceridi" / "Il Ponte" 「グリセリド / 橋」 - Guriserido / Hashi – ""Greased" / "Bridge"" |
| 10 | Nel primo episodio, una ragazza vive insieme alla sua famiglia, famosa per vendere il miglior olio di Tokyo, ma la sua vita è tormentata da un "oliosità" così elevata che porterà la stessa aria ad esserne infetta; Nel secondo episodio, l'usanza del far scorrere lungo il lago i cadaveri dei propri cari non sempre ha esito positivo, così tutti quelli che finiscono nel fondale saranno costretti a vagare come fantasmi sul ponte che avrebbero dovuto oltrepassare.                                                                            |
| 11 | "Il soprannaturale studente del liceo" / "Spaventapasseri" 「超自然転校生 / 案山子」 - Chōjizen tenkōsei / Kakashi – ""Supernatural Transfer Student" / "Scarecrow"" |
| 11 | Nel primo episodio, un giovane studente trasferito da poco nella scuola locale è appassionato di ogni cosa che è soprannaturale, poco dopo il suo arrivo la tranquilla cittadina si trasformerà in un contenitore di stranezze e insensatezze logiche; Nel secondo episodio, le persone hanno cominciato a piantare degli spaventapasseri sulle tombe dei propri cari, a poco a poco questi prenderanno la forma del povero defunto rivelando nelle loro espressioni vuote verità che nessuno avrebbe mai voluto scoprire.                                |
| 12 | "Spappolamenti" / "Voci di corridoio" 「潰談 / 噂」 - Kaidan / Uwasa – ""Smashed" / "Rumors"" |
| 12 | Nel primo episodio, un ragazzo riceve da un suo caro amico una cofana di miele pregiato, questo risulta essere il cibo più buono mai apparso sulla terra, in grado di rendere il resto delle cibarie immangiabile, l'unica controindicazione è che se vieni "visto" mangiare il miele finirai spiaccicato come un insetto; Nel secondo episodio torna per l'ultimo volta Soichi, questa volta intento a mettere in giro balle sul conto di chiunque così da accrescere la sua popolarità e diminuire quella degli altri.                                  |

Oltre ai 12 episodi ufficiali della serie, ne sono stati distribuiti anche due speciali che insieme compongono l'OAV ufficiale di Tomie; la musica è firmata da Yuki Hayashi e la voce di Tomie in lingue inglese è dell'attrice Monica Rial.
| Nº | Titolo italiano Giapponese 「Kanji」 - Rōmaji - Traduzione letterale                                                                                   |
| 1  | "Tomie - Parte 1" 「富江 part 1」 - Tomie, part 1 – ""Tomie - part 1""                                                                                 |
| 1  | Una studentessa delle medie torna in vita e sconvolge l'esistenza di tutti i suoi vecchi compagni di classe.                                           |
| 2  | "Tomie - Parte 2" 「富江 part 2」 - Tomie, part 2 – "Tomie - Part 2"                                                                                   |
| 2  | La perfida Tomie torna a sconvolgere la vita degli umani, questa volta nel suo mirino vi è una giovane donna malata in attesa di un donatore d'organi. |